# 메리 린리 테일러
메리 린리 테일러(영어: Mary Linley Taylor, 1889년 9월 14일 ~ 1982년)는 잉글랜드의 연극 배우였다. 성인이 된 후 한국에서 대부분 여생을 보냈다.

## 생애
메리 린리 테일러는 1889년 9월 14일 잉글랜드 맘즈베리에서 찰스 에드워드 포브스 모앳비그스와 메리 루이사 티켈 사이에서 태어났다. 베티와 우나라는 자매가 있었으며, 그중 베티도 배우였다. 테일러는 앨버트 테일러와 1917년 6월 15일 인도 봄베이 성 토마스 성당에서 결혼하였다. 아들 브루 티켈 테일러(1919-2015)를 경성부에서 낳았다.
메리와 앨버트 부부는 1942년 일본에 의해 1942년 기소당할때까지 1923년에 지은 딜쿠샤에서 거주하게 된다. 딜쿠샤라는 말은 힌디어에서 따온 것으로, 마음의 기쁨이라는 뜻이다. 이는 인도의 러크나우에 있는 딜쿠샤 코티에 감명받아 지어진 것이다. 메리는 경성구락부의 활동 일원이였으며, 메리는 저녁 만찬 등에서 많은 역할을 담당했다.
앨버트도 부친과 할아버지처럼 성공한 금광 광업자였다. 그 역시 국제합동통신 (UPI) 통신원이었으며, 영향력과 인맥은 1941년도에 이르면서 일본의 입장에서 이들 부부가 한국을 떠나기를 거부함 등으로 그는 결국 범죄자 취급을 받게 되었으며, 서대문 형무소에서 6개월간 옥살이를 하게 된다. 다음해에 미국에 돌아가게 되지만 1948년도에 사망한다. 메리는 한국에 다시 돌아와서, 남편을 그의 아버지가 묻힌 양화진 외국인 묘지의 아버지 무덤 옆에 묻어준다.
메리는 1982년 사망하였으며, 그녀의 자서전인 《호박 목걸이》는 2014년 3월 한국어로 번역되어 대한민국에 출판되었다. 책에 따르면, 메리는 당시 한국에 거주하던 다양한 국적의 선교사, 광산업자, 사업가들과 교류했으며, 광산촌을 방문하고 시베리아를 기차로 여행하는 등 다양한 경험을 하였다고 한다. 또한 3·1 운동과 광무제의 장례식 등 한국 독립운동사의 역사적 순간을 직접 보고 기록으로 남겼다. 그녀는 1982년에 캘리포니아에서 생을 마쳤다.
2006년 2월 서울특별시는 대한민국을 방문한 그녀의 아들 브루스 테일러와 그의 가족들에게 명예 시민증을 부여하였다. 묘지는 미국 켈리포니아 Hillcrest cemetery에 있다.